# Marco Plauzio Silvano
Marco Plauzio Silvano (in latino: Marcus Plautius Silvanus; ... – Roma, dopo il 9) è stato un magistrato, senatore e militare romano, console dell'Impero romano, imparentato con la dinastia giulio-claudia.

## Biografia
Della gens dei Plautii, di origine senatoria, era figlio di un Marco Plauzio Silvano e di Urgulania, che godeva dell'amicizia di Livia Drusilla, moglie dell'imperatore Augusto. 
Fu nominato console nel 2 a.C. insieme allo stesso imperatore, Augusto. Governò, quindi, come proconsole, l'Asia nel 4. 
Divenuto governatore di Galazia e Panfilia nel 5-6, domò prima una rivolta di Isauri, più tardi (nel 7), guidò i rinforzi (le legioni IIII Scythica e V Macedonica) contro i ribelli Pannoni. Riuscì ad unirsi alle forze del legato di Mesia (Thracia Macedoniaque), Aulo Cecina Severo, ma attaccati a sorpresa dai ribelli mentre erano in marcia lungo il fiume Sava, ad ovest di Sirmio, furono abili entrambi a salvare l'esercito, riuscendo a raggiungere il quartier generale di Tiberio, a Siscia, dove era ora radunato un esercito composto da ben dieci legioni. 
I due anni che seguirono portarono alla completa sottomissione dell'intero Illirico, inteso come le nuove province di Pannonia e Dalmazia. Per questi successi si meritò gli Ornamenta triumphalia.

## Discendenza
Da sua moglie Larcia, ebbe tre figli e una figlia:
- Marco Plauzio Silvano. Pretore nel 24, nello stesso anno si suicidò dopo essere stato processato per l'omicidio della sua seconda moglie, Apronia. In precedenza, era stato sposato con Fabia Numantina, parente di Augusto.
- Aulo Plauzio Urgulanio. Morì a nove anni.
- Publio Plauzio Pulcro. Mentore di suo nipote Claudio Druso, sotto Tiberio fu questore, augure e governatore della Sicilia.
- Plauzia Urgulanilla. Prima moglie dell'imperatore Claudio, a cui diede un figlio, Claudio Druso (che morì alle soglie dell'età adulta), e una figlia, Claudia (nata cinque mesi dopo il ripudio di sua madre, non venne riconosciuta dal padre, che la decretò illegittima e ordinò di abbandonarla sulla soglia della casa materna).

### Fonti primarie
- Cassio Dione, Storia romana LV, 28, 2; LV, 29, 3; LV, 34, 6-7.
- Velleio Patercolo, Storia romana, II, 112, 4.
- Tacito, Annales, IV, 22.
- I(nscripriones) L(atinae) S(electae), 921.

### Fonti secondarie
- Ronald Syme, L'aristocrazia augustea, trad.it., Milano 1993.
- Cambridge University Press, Storia del mondo antico, L'impero romano da Augusto agli Antonini, vol. VIII, Milano 1975.